# Otão de Saint Omer
Otão de Saint Omer foi o senhor de metade de Tebas na Grécia franca de 1294 até ca. 1299. Foi o filho mais jovem de Bela de Saint Omer e Bona de la Roche, irmã do senhor de Atenas e Tebas, Guido I de la Roche. Após o casamento deles, em 1240, Guido deu a Bela o senhorio sobre metade de Tebas.
Otão participou, ao lado de seus irmãos Nicolau II e João, na Guerra de Sucessão Eubeia nas fileiras da coalizão de muitos dos príncipes latinos que opôs-se às políticas expansionistas do príncipe da Acaia Guilherme II de Vilearduin. Otão casou-se com Margarida de Verona. Após a morte de Nicolau II em 1294, Otão sucedeu-o como senhor de metade de Tebas até sua morte em algum momento antes de 1299.